# Skandalöse Emanuelle – Die Lust am Zuschauen
Skandalöse Emanuelle – Die Lust am Zuschauen (Original: Voglia di guardare) ist ein italienischer Erotikfilm aus dem Jahr 1986 unter der Regie von Joe D’Amato. Entgegen dem irreführenden deutschen Filmtitel ist der Film weder ein Nachzügler des Genreklassikers Emmanuelle (Regie: Just Jaeckin, 1974) noch D’Amatos eigener Black-Emanuelle-Reihe, sondern ein eigenständiges Werk.

## Handlung
Christina ist unglücklich verheiratet. Sie sehnt sich nach sinnlichen Vergnügungen, Zärtlichkeiten und sexuellen Erregungen, die sie von ihrem Gatten Diego, einem renommierten Chirurgen, nur unzureichend erhält. Dieser geht zwar seinen ehelichen Pflichten nach, hegt aber im Geheimen voyeuristische Vorlieben.
Eines Tages macht Christina die Bekanntschaft mit dem gutaussehenden Andrea Belsiani, einem angeblichen Ex-Patienten ihres Mannes. Die junge Frau erliegt sogleich dem Charme des Fremden und verliebt sich in den Lebemann, der ihre Gefühle erwidert. Als dieser sie verführt, kommt es schließlich zum Seitensprung. In der Folge ist Christina bemüht, ihr unsittliches Verhalten geheim zu halten. Diego ist jedoch bereits über ihr Treiben informiert, da er zuvor mit Andrea eine geschäftliche Vereinbarung traf. Darin verpflichtet der Mediziner seinen Vertragspartner, Christina in sexuelle Abhängigkeit zu führen, um sie wildfremden Männern anzubieten. Diegos Plan geht auf. Christina wird von Andrea in ein Freudenhaus geführt, wo sie sich zahlungskräftigen Kunden hingibt – heimlich beobachtet von Diego, der das bizarre Geschehen durch einen Einwegspiegel verfolgt.
Nach und nach findet Christina Gefallen an ihrer Tätigkeit als unmoralische Liebesdame. Andrea forciert diese sonderbare Neigung, indem er sie fast täglich in das Etablissement führt. Diese Beziehung führt alsbald zu Eifersüchteleien bei Bordellbesitzerin Francesca, die mit Andrea liiert ist. Die Geschäftsfrau fürchtet um ihren Teilhaber und Geliebten. Daher beschließt sie, jene skandalöse Liaison zu unterbinden. Sie klärt ihre Nebenbuhlerin Christiana über die Umtriebe in ihrem Hause auf. Die Betroffene ist zunächst verunsichert, führt ihr ausschweifendes Sexualleben aber weiterhin fort. Christina fällt es sichtlich schwer, sich für einen Mann zu entscheiden. Zudem reizt sie die Vorstellung, von ihrem Mann beim Geschlechtsverkehr beobachtet zu werden. Am Ende des Films löst sie sich von Andrea. Sie entscheidet sich für ihren Mann Diego.

## Kritiken
Das Lexikon des internationalen Films schrieb, das Werk sei eine „öde Aneinanderreihung von Geschlechtsakten in schicker Aufmachung und mit blasierten Dialogen.“